# Suleyman Khan
Suleymān Khān, o Solayman Khan o Sulaiman Khan (in persiano ﺳﻠﻴﻤﻥ ﺧﺎﻥ‎; fl. XIV secolo), è stato un  sovrano-fantoccio chupanide che occupò tra il 1339 e il 1343 il trono ilkhanide durante la disintegrazione dell'autorità centrale in Persia del XIV secolo. Era il pronipote terzo figlio dell'Īlkhān Hülegü, Yoshmut.
Suleymān fu elevato al trono verso il maggio del 1339 dal chupanide Ḥasan Kuçek. Sposò poi Sati Beg, che in precedenza era stata il sovrano-fantoccio dello stesso Ḥasan Kuçek. Suleymān fu presente alla battaglia del fiume Jaghatu contro i Jalayridi comandati da Ḥasan-e Bozorg nel giugno del 1340, da cui i Chupanidi uscirono vittoriosi. 

Verso il 1341 i Sarbadar, in un loro tentativo di stringere alleanza coi Chupanidi, accettarono Ḥasan Kuçek come loro sovrano, riconoscendo così automaticamente come Īlkhān Suleymān.
Nel 1343 Hasan Kuçek fu ucciso e un'acuta rivalità si accese per la sua successione, contrapponendo il figlio di Sati Beg Surgan, Yagi Basti e Malek Ashraf. Suleymān invocò l'intervento di Ḥasan-e Bozorg e, mentre Malek Ashraf sconfiggeva Surgan, quest'ultimo riparò dal patrigno Suleymān e dalla madre Sati Beg. Tutti e tre conclusero quindi un'alleanza ma, quando i Jalayridi ritirarono il loro sostegno, fu chiaro che una loro vittoria sarebbe stata impossibile. Tutti e tre fuggirono nel Diyar Bakr, in cui furono coniate monete col nome di Suleymān fino al 1345.